# Heptarthrius
Heptarthrius là một chi bọ cánh cứng trong họ Chrysomelidae.
Chi này được miêu tả khoa học năm 1866 bởi Suffrian.

## Các loài
Chi này gồm các loài:
- Heptarthrius triangulum Schoeller, 2004